# Іноземцев Владислав Леонідович
Владислав Леонідович Іноземцев (рос. Владислав Леонидович Иноземцев; нар. 10 жовтня 1968, Нижній Новгород, РРФСР, СРСР) — російський економіст, соціолог і політичний діяч. Доктор економічних наук.
Автор понад 300 друкованих праць, опублікованих в Росії, Франції, Великій Британії та США, в тому числі 15 монографій (одна у співавторстві з Деніелом Беллом) чотири з яких перекладено англійською, французькою, японською та китайською мовами. Член наукової ради Російського ради з міжнародних справ (з 2011 до теперішнього часу), голова Вищої ради партії «Громадянська сила» (2012—2014). Лауреат публіцистичної премії «ПолитПросвет». Учасник Брюсельського Форуму Вільних Держав Постросії у 2023, де критикувався як москвоцентрист.

## Погляди
У березні 2010 підписав звернення російської опозиції «Путін повинен піти». У червні 2011 року виступив на з'їзді партії «Правое дело» і запропонував «поставити в центр передвиборчої кампанії теми, які ніхто більше не посміє підняти і які дозволять консолідувати цільову аудиторію».
На початку 2016 пропонував перейменувати Україну на Київську Русь[джерело?].
Пропонував Україні відмовитись від Мінських угод. В червні 2019 запропонував проголосити ОРДЛО суверенною державою.
В червні 2020 запропонував не повертати український суверенітет над Кримом до моменту українського вступу до ЄС.
Прихильник євроінтеграції України навіть попри небажання ЄС швидко залучати Україну в свої структури. Підтримує ідеї переведення суду найвищої інстанції з господарських справ в Україні до європейських судових інституцій, зокрема Суду справедливості ЄС, що має підвищити атрактивність України для світового капіталу. Також висуває ідеї більш тісного союзу Британії, України та Туреччини в Європі, країн поза межами ЄС.
В липні 2023 в інтервʼю YouTube-каналу Живой Гвоздь запропонував українцям визнати факт втрати території, що на його думку може прискорити українське членство в НАТО та ЄС.